# タンゴ・ヨーロッパ
タンゴ・ヨーロッパ(Tango Europe)は、主に1980年代前期に活躍していた5人組のガールズバンドである。

## 来歴
1980年12月結成。1982年、アルファレコードより『きらいDAIきらい』でメジャーデビュー。
“ミーハー・ファンキー”という新しいジャンルの音楽を目指していたという。『笑ってる場合ですよ!』『オレたちひょうきん族』(共にフジテレビ系)にも何回か出演していたことがあった。
1984年に所属レコード会社をキングレコードへ移籍。キングレコードからはシングル、アルバム各1枚ずつをリリースしたが、この後に解散。
その後のメンバーは
- ニャンコこと斉藤美和子 → ソロ歌手、作詞家として
- 坂口かおる → 後にチカブーンのメンバーとして
- 是沢淳子 → 後に蛇喜猫賀(じゃきびょうが)のメンバーとして
- 石田美紀 → 後にサンディー＆ザ・サンセッツ、チカ・ブーンのメンバーとして
- 塚越優香 → 現在はYUKARIEとしてサックスプレイヤーに転向。小林克也&ザ・ナンバーワンバンド(テナーサックス)、JAGATARA(コーラス)を経て、現在はTHE THRILL(サックス)、Mean Machine(ここではベース)他、各種セッションで活躍。

## メンバー
- ニャンコ（斉藤美和子（さいとう みわこ）、1960年[1]1月18日 - ） - ボーカル
- 坂口かおる（さかぐち かおる、12月20日 - ） - ベース
- 是沢淳子（これさわ じゅんこ、9月27日 - ） - ギター
- 石田美紀子（いしだ みきこ、6月19日 - ） - ドラム
- 塚越優香（つかこし ゆかり、1月9日 - ） - キーボード、サックス

## ディスコグラフィー
■ - キングレコードからリリースされた作品。

### シングル
- きらいDAIきらい （1982年10月21日発売、B面『ようちえん時代』）
- 恋した女のイマジネーション （1983年2月21日発売、B面『HONEYMOON IN MIYAZAKI』）
- ダンスホールで待ちわびて （1983年9月28日発売、B面『BAND GIRL』）
以上アルファレコード時代の3枚は全てA面の作詞は森雪之丞、『ダンスホールで待ちわびて』の作曲は細野晴臣。
- 桃郷シンデレラ■ （1984年6月21日発売、B面『よろしく・タンゴ』）
※この曲は、1994年にマヒマヒ（TBSラジオの『シンデレラドリーム ミッドナイト☆パーティー』から出た歌手ユニット）によってカバーされている。

### アルバム
- 乙女の純情 （1983年1月21日発売[2]）
収録曲：パジャマ・パーティ / 乙女の純情 / HONEYMOON IN MIYAZAKI / 恋した女のイマジネーション / ぷん・ぷん・ぷん / きらいDAIきらい / おさな妻の嘆き / アフリカの夫婦 / ラ・ラ・ラ・LOVE / 愛のゆびきり / タンゴNo.1

- ※以上11曲中7曲の作詞は森雪之丞。
※『タンゴNo.1』はアタックNo.1のオープニングテーマの替え歌。

- フラストレーション■ （1984年6月21日発売）
収録曲：ぺんぎんさんまでひとっとび / ごめんねBOY / ああ、発車オーライ / PaPa、泣かないで / ホンダラ行進曲 / かしの樹の下で / てぇーへんだ!てぇーへんだ / おじさんはWANA / めざせ結婚 / アーモンドの月

- ※このアルバムは、1994年6月22日に同じキングレコードから『音楽市場 MUSIC BAZAAR 1500』シリーズの一枚としてCD化され再発売。この際に、最後の11曲目に『桃郷シンデレラ』が追加収録されている。
※『ホンダラ行進曲』は、ハナ肇とクレージーキャッツの同タイトル曲のカバー。
※『かしの樹の下で』は、この前年の1983年7月5日にリリースされたサザンオールスターズのアルバム『綺麗』の3曲目に収録された同タイトル曲のカバー。

## 出演番組
ラジオ
- ニャンコのオールナイトニッポン （1982年10月 - 1983年9月、ニッポン放送）
- タンゴ・ヨーロッパ 乙女の純情 （エフエム北海道）